# Mimizuku gurneyi
Mimizuku gurneyi é uma espécie de ave estrigiforme pertencente à família Strigidae.